# Molki
Molki (Tigrinya ሞልቂ, arabisch ملكي) ist eine Siedlung in der Region Gash-Barka von Eritrea. Es ist Hauptort des Bezirkes Molki.

## Geographie
Die Ortschaft liegt auf einer Höhe von etwa 1166 m im Süden des Landes. Durch den Ort verläuft die Fernstraße S3, eine Schotterpiste, die zu den größeren Städten Barentu und Mendefera führt.

## Geschichte
Molki war ein Schauplatz des Eritreisch-Äthiopischen Kriegs. Am 14. und 15. Mai 2000 wurde die Siedlung von äthiopischen Truppen eingenommen, nachdem sie durch Artillerie und Bodenkämpfe stark beschädigt wurde.